# NGC 6146
NGC 6146 (другие обозначения — UGC 10379, MCG 7-34-24, ZWG 224.18, PGC 58080) — эллиптическая галактика (E) в созвездии Геркулес.
Этот объект входит в число перечисленных в оригинальной редакции «Нового общего каталога».
В галактике вспыхнула сверхновая SN 2009fl типа Ia-p, её пиковая видимая звездная величина составила 17,7.